# Dietmar Keller

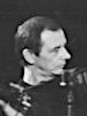
Dietmar Keller in Berlin am 2. Dezember 1989

Dietmar Keller (* 17. März 1942 in Chemnitz) ist ein ehemaliger deutscher Politiker (SED/PDS). Er war von 1989 bis 1990 in der DDR Minister für Kultur und von 1990 bis 1994 Mitglied des Bundestags.

## Leben
Der Sohn eines Mechanikers war als junger Pionier schon mit neun Jahren begeisterter Teilnehmer an einem Pioniertreffen in Dresden. Als Kind besuchte er den protestantischen Religionsunterricht und wurde 1956 neben der Teilnahme an der Jugendweihe auch konfirmiert. Erste journalistische Versuche machte Keller mit 17 Jahren als Sportreporter. Regelmäßig berichtete er über die Spiele der einheimischen Oberligamannschaft SC Motor Karl-Marx-Stadt. Nach dem Abitur wollte er ein Journalistikstudium beginnen, um Sportreporter zu werden. Im September 1960 (noch vor Einführung der Wehrpflicht in der DDR) verpflichtete er sich für 18 Monate zur NVA. Als ihm entgegen ursprünglicher Zusagen das Journalistikstudium verwehrt wurde, begann er 1962 ein Studium als Diplomlehrer für Marxismus-Leninismus an der Karl-Marx-Universität Leipzig, das bis 1966 dauerte. Anschließend war er dort bis 1970 Assistent bzw. Oberassistent. 
1963 trat er der SED bei. Von 1970 bis 1977 war er Sekretär für Wissenschaft und Kultur der SED-Leitung der Karl-Marx-Universität, dann bis 1984 Sekretär für Wissenschaft, Volksbildung und Kultur der SED-Bezirksleitung Leipzig. Von 1982 bis 1983 absolvierte er ein Studium an der Akademie für Gesellschaftswissenschaften beim Zentralkomitee der KPdSU in Moskau.
1984 bis 1988 war er stellvertretender Kulturminister, 1988 bis 1989 Staatssekretär im Kulturministerium und von November 1989 bis März 1990 als Nachfolger von Hans-Joachim Hoffmann in der Modrow-Regierung Minister für Kultur. Danach war er bis Oktober 1990 PDS-Abgeordneter der Volkskammer.
Im März 1990 wurde Keller im Wahlkreis Leipzig für die PDS in die Volkskammer gewählt und war stellvertretender Fraktionsvorsitzender der PDS. Er gehörte im Oktober 1990 zu den Abgeordneten, die in den Bundestag entsandt wurden. Bei der Bundestagswahl im Dezember 1990 zog Keller über die Landesliste Brandenburg der PDS erneut in den Bundestag ein.
Von 1990 bis 1994 war Keller im Bundestag Mitglied der Enquete-Kommission Aufarbeitung von Geschichte und Folgen der SED-Diktatur in Deutschland. Ab 1994 war er Fraktionsmitarbeiter der PDS im Bundestag. 2002 trat Keller aus der PDS aus.
Keller war von 1980 bis 1995 in zweiter Ehe mit der Kabarettistin Gisela Oechelhaeuser verheiratet, später heiratete er die ehemalige PDS-Politikerin Marlies Deneke.
Als inoffizieller Mitarbeiter der Stasi dokumentierte Keller die privaten und öffentlichkeitswirksamen Aktivitäten des Schriftstellers Erich Loest vor dessen Ausreise in die BRD im Jahre 1981. Nach dem Untergang der DDR verfasste Keller zwei autobiographische Schriften "Minister auf Abruf" und "In den Mühlen der Ebene". Der Historiker Hans-Ulrich Danner, der in seiner Dissertation die Autobiographien von 42 Funktionsträger von NSDAP und SED gegenüberstellte, ordnete Keller als "egoistischen, unaufrichtigen Selbstverteidiger" in Bezug auf seine Memoiren ein.
Keller lebt in Chemnitz.

## Schriften
- Lebendige Demokratie. Berlin 1971.
- Minister auf Abruf. Berlin 1990.
- Als Herausgeber: Nachdenken über Deutschland. Berlin 1990–91.
- In den Mühlen der Ebene: Unzeitgemäße Erinnerungen. Berlin 2011.